# Lijst van beelden in Medemblik
Dit is een chronologische lijst van beelden in Medemblik.
Onder een beeld wordt hier verstaan elk driedimensionaal kunstwerk in de openbare ruimte van de Nederlandse gemeente Medemblik, waarbij beeld wordt gebruikt als verzamelbegrip voor sculpturen, standbeelden, installaties, gedenktekens en overige beeldhouwwerken.
Voor een volledig overzicht van de beschikbare afbeeldingen zie de categorie Beelden in Medemblik op Wikimedia Commons.
| Geplaatst     | Omschrijving                                       | Kunstenaar                          | Straat                                         | Plaats            | Materiaal                         | Afbeelding |
| ------------- | -------------------------------------------------- | ----------------------------------- | ---------------------------------------------- | ----------------- | --------------------------------- | ---------- |
| 1871          | Ingangspartij R.K. Begraafplaats aan de Westerdijk | Leonard de Fernelmont               | Westerdijk                                     | Medemblik         | kalksteen; sokkel baksteen/cement |            |
| ± 1904        | Sint Petrus                                        |                                     | Ridderstraat 9                                 | Medemblik         |                                   |            |
| 1920          | Monument voor Willem Saal                          | Pieter Puijpe                       | Raadhuisstraat                                 | Wognum            | zandsteen                         |            |
| 1929          | Gerardus Majella                                   | Alex Asperslagh                     | Nes, Gerardus Majellakerk                      | Onderdijk         |                                   |            |
| 1938          | Monument Koningin Emma                             | T.J. Ruyter                         | in Koningin Emmapark                           | Medemblik         | baksteen en plaquette             |            |
| 1938          | Burgemeester Petersmonument                        | Onbekend                            | Pekelharinghaven /Oudervaartsgat               | Medemblik         | Brons                             |            |
| 1940          | Schip (detail bordes Raadhuis)                     | John Rädecker                       | Dam 4                                          | Medemblik         | Natuursteen                       |            |
| 1940          | Wapen (detail gevels Raadhuis)                     | John Rädecker                       | Dam 4                                          | Medemblik         | Natuursteen                       |            |
| 1940          | Leeuw                                              | John Rädecker                       | Dam, op topgevel gemeentehuis                  | Medemblik         | natuursteen                       |            |
| 1940          | Herinneringsmonument                               |                                     | Breedstraat /Nieuwstraat                       | Medemblik         | Baksteen                          |            |
| 1947          | Oorlogsmonument                                    | Cephas Stauthamer                   | Raadhuisplein                                  | Wervershoof       | Steen                             |            |
| 1947          | Oorlogsmonument                                    | Instituut Kunstnijverheid Amsterdam | Midwouder Dorpsstraat 16                       | Midwoud           | Brons, steen                      |            |
| 1953          | Monument voor A.C. de Graaf                        | Willem Valk                         | Kruising Nieuwe Weg en N241 (A.C. de Graafweg) | Wognum            | Frans natuursteen                 |            |
| 1958          | Cosmopoliet                                        | Gust Romijn                         | Westersingel-Keern                             | Medemblik         | Staal                             |            |
| 1977          | Twee handen                                        | Rob Ligtvoet                        | Middenweg                                      | Andijk            | Natuursteen                       |            |
| 1981          | Dijkwerker                                         | Jan van Velzen                      | Nes                                            | Onderdijk         | brons                             |            |
| 1987          | Sehnsucht                                          | Fred Broekkamp                      |                                                | Wognum, afslag A7 |                                   |            |
| 1988          | Moeder en kind                                     | Jan van Velzen                      | Nes, bij Gerardus Majellakerk                  | Onderdijk         | brons                             |            |
| 1989          | De beste stuurlui                                  | Jan van Velzen                      | 't Hoofd                                       | Medemblik         | brons                             |            |
| 1994          | Surfer                                             | Koen van Velzen                     | Bungalowpark "De Vlietlanden"                  | Wervershoof       | brons                             |            |
| 1995          | Vrijheid                                           | Jan van Velzen                      | Zwaagdijk                                      | Zwaagdijk-Oost    | brons                             |            |
| 1995          | Onbekend                                           | Onbekend                            | Westerhaven /Turfhoek                          | Medemblik         | Hout                              |            |
| 2003          | Schip met ballast                                  | Hans Blank                          | Tripkouw                                       | Midwoud           | Brons en natuursteen              |            |
| 2007          | koningin Emma                                      | Peter Koelemeijer                   | voor Koningin Emmapark                         | Medemblik         | aluminium                         |            |
| 2010          | Lancaster ED 569-monument                          | Peter Koelemeijer                   | Raadhuisplein                                  | Wognum            | Natuursteen                       |            |
| 2010          | Oorlogsmonument                                    | Onbekend                            | Hoekweg                                        | Andijk            | Hardsteen                         |            |
| 2012          | De Andijker muis                                   | Tjeerd Klouwers                     | Dijkweg/Buurtje                                | Andijk            | brons                             |            |
| 2014          | De Gouden Rÿders                                   | Jeipo Paardekooper                  | Breedstraat                                    | Medemblik         | Hout                              |            |
| 2017          | Harddraverijvereniging "Prins Hendrik"             | onbekend                            | Hoogesteeg                                     | Medemblik         |                                   |            |
| 17 maart 2021 | Kerk van Almersdorp                                | Thea van Lier                       | Rotonde in de Provincialeweg 239               | Opperdoes         |                                   |            |
| Onbekend      | Wapens vier cogge                                  | Onbekend                            | Oosterdijk 4                                   | Medemblik         | Steen                             |            |
| Onbekend      | Gijs                                               | Margriet Prins                      | Pekelharinghaven /Oudervaartsgat               | Medemblik         | Brons                             |            |
| Onbekend      | Maria van Lourdes                                  | Onbekend                            | Westerdijk                                     | Medemblik         | Onbekend                          |            |
| Onbekend      | "Wapens Vier Koggen"                               | Onbekend                            | Noordeinde                                     | Lambertschaag     | Onbekend                          |            |
| Onbekend      | Onbekend                                           | Onbekend                            | Raadhuisplein                                  | Wognum            | Onbekend                          |            |
| Onbekend      | Slachtoffers uit Wognum                            | Peter Koelemeijer                   | Dick Ketlaan                                   | Wognum            | Baksteen en natuursteen           |            |
| Onbekend      | Onbekend                                           | Onbekend                            | Raadhuisstraat                                 | Wognum            | Onbekend                          |            |
| Onbekend      | Onbekend                                           | Onbekend                            | Achter Simon Koopmanstraat 2                   | Wervershoof       | Muschelkalk kalksteen             |            |
| Onbekend      | Herdenkingskruis voor J.P. Roosje                  | Onbekend                            | Broerdijk                                      | Midwoud           | Cortenstaal                       |            |